# Lumen Technologies
Lumen Technologies, anciennement CenturyLink, est une entreprise de télécommunications et un fournisseur d'accès à internet américain basé à Monroe en Louisiane.
Lumen Technologies se classait en 2023 au 92e rang mondial pour la production d'armement.

## Historique
En octobre 2008, CenturyTel annonce l'acquisition d'Embarq pour 11,6 milliards de dollars dont 5,8 milliards de dettes. En juin 2009, le nouvel ensemble est renommé CenturyLink. L'acquisition est finalisée en juillet 2009.
Le 22 avril 2010, CenturyLink annonce l'acquisition de Qwest Communications pour 22,4 milliards de dollars dont 11,8 milliards de dettes. L'acquisition est complétée le 1er avril 2011.
En juillet 2011, CenturyLink acquiert Savvis, une entreprise spécialisée dans le cloud, pour 2,5 milliards de dollars.
En octobre 2016, CenturyLink annonce l'acquisition de Level 3 Communications pour 24 milliards de dollars. En parallèle, CenturyLink annonce la vente de ses activités dans les centres de données pour 2,15 milliards de dollars à un consortium de fonds d'investissement.
Le 15 septembre 2020, CenturyLink annonce un changement d'image de marque et devient Lumen Technologies.
En juillet 2021, Lumen annonce la vente de ses activités en Amérique latine à un fonds d'investissement pour 2,7 milliards de dollars. En août 2021, Lumen annonce la vente de certaines de ses activités aux États-Unis pour 7,5 milliards de dollars à un fonds d'investissement.
En mai 2025, AT&T annonce l'acquisition pour 5,75 milliards de dollars des activités résidentielles de fibre optique de Lumen Technologies, lui permettant d'acquérir environ 1 million de clients fibre.

## Actionnaires
Liste des principaux actionnaires au 19 mars 2022 :
| Actionnaire                         | %      |
| ----------------------------------- | ------ |
| The Vanguard Group                  | 10,7 % |
| en:Singapore Technologies Telemedia | 9,07 % |
| Temasek Holdings                    | 7,10 % |
| en:Southeastern Asset Management    | 6,29 % |
| SSgA Funds Management               | 6,01 % |
| BlackRock Fund Advisors             | 2,00 % |
| First Trust Advisors                | 1,98 % |
| Dimensional Fund Advisors           | 1,87 % |
| en:Geode Capital Management         | 1,86 % |
| Fiduciary Management, Inc.          | 1,51 % |